# Lucius Valerius Flaccus (Prätor 63 v. Chr.)
Lucius Valerius Flaccus († nach 56 v. Chr.) war ein Politiker der späten Römischen Republik.
Flaccus diente in Asia unter seinem gleichnamigen Vater, floh aber zu seinem Onkel Gaius Valerius Flaccus nach Gallien, wo er 82 oder 81 v. Chr. wohl Militärtribun war. 78–76 v. Chr. diente er in gleicher Funktion in Kilikien unter Publius Servilius Vatia. 71 v. Chr. war er Quästor in Spanien unter Marcus Pupius Piso, im folgenden Jahr wohl noch Proquästor, 68/67 v. Chr. Legat des Caecilius Metellus auf Kreta, anschließend vielleicht in gleicher Funktion bei Pompeius. Als städtischer Prätor stand er in der Verschwörung des Catilina auf Seiten Ciceros. 62 v. Chr. war er als Proprätor Statthalter von Asia, 60 v. Chr. einer von drei Gesandten zu gallischen Stämmen. Darüber hinaus fungierte er als Patron der griechischen Stadt Tralleis im Mäandertal. 59 v. Chr. wurde er wegen Erpressung angeklagt, aber von Cicero in einer Rede erfolgreich verteidigt. Flaccus war 57/56 v. Chr. Legat des Lucius Calpurnius Piso Caesoninus in Makedonien und scheint etwas später gestorben zu sein.